# EX-VITA
『EX-VITA』（エクスヴィータ）は、古味慎也による日本のSF漫画。『ミラクルジャンプ』（集英社）No.4にプロトタイプとなる読切が掲載された後、No.6からNo.14まで連載された。2015年には、『グランドジャンプ』にてリメイク作品『EX-ARM エクスアーム』の連載が開始された。

## あらすじ
2050年の日本ではアンドロイドが普及し、人々の生活を支えていた。そんな中、警察官・上園美波は女性型アンドロイド警察官・アルマとコンビを組み、様々な犯罪に立ち向かっていく。

## 登場人物

### 主要人物
上園 美波（うえぞの みなみ）
主人公。警視庁六本松警察署特殊交通課に所属する女性警察官。おさげの髪型をした少女のような外見をしている。明るく人情に厚い性格で強い正義感を持っているが、その性格から犯人を見逃してしまうことがあり、さらに事件解決のためには手段を選ばず行動するため、署内では問題児扱いされている。上司の水守から頻繁に注意されているうえ、相棒のアルマにも窘められることが多い。しかし、行動を共にするうちに徐々にアルマから良き相棒として認められるようになり、友情を深めていく。
戦闘能力は高く、射撃・格闘・バイクの運転を得意とする。
アルマ
もう1人の主人公。美波の相棒となる女性型アンドロイド警察官。スタイルの良い銀髪の美女の姿をしている。高い戦闘能力と冷静な思考を持った高性能なアンドロイドで着実に職務をこなしていくが、機械らしく融通の利かない面もある。しかし、時には微かながら笑顔も見せたりするなど、全く感情が無いわけではない。
当初こそ問題児である美波に呆れる様子が見られ、彼女に「警察官失格」とさえ言ったこともあるが、行動を共にするうちに友情を深めていき、そして彼女を良き相棒として認めていくようになる。
ほぼ毎回服装が変わるが、総じてセクシーな物が多い。
『EX-ARM エクスアーム』でのアルマ
『EX-ARM エクスアーム』では、主人公の夏目アキラとはお互いに人間と機械の中間ともいえる存在ゆえ、交流が多い。アキラの意識をダウンロードし、身体の操縦を任せたりもする。その結果、アキラに対して好意を抱くようになったらしく、「自分に興味を持ってくれてうれしい」と語ったり、美波が諸事情でアキラに迫ったときは暗に複雑な心境を垣間見せたりしている。

### 警察
水守（みずもり）
特殊交通課課長を務める女性。問題児である美波に頭を痛めており、彼女を注意することが多い。

### 犯罪組織
クロマ
アルマとほぼ同規格で作られた入谷重工製AGSアンドロイド。”Ｎｏ.３”
黒髪。彼女は、アルマの完成の礎となった三体の先行機のうちの一体。

### その他
釜石（かまいし）
入谷重工の科学者。アンドロイド研究所にその身を置いている。ボブカットの髪型に眼鏡をかけた女性。アルマをはじめ、様々なアンドロイドの製作に携わってきた。真面目で落ち着いた性格。それまで開発してきたアンドロイドに愛着を持っており、「自分の子供」だと思っている。
マキナ
風俗店「SORCIERE」のセクサロイド。派手な美女の姿をしている。店でNo.1の人気を誇る。ある事件に巻き込まれたところ、潜入捜査を行っていた美波とアルマの2人に助けられたことから、彼女たちと親しくなる。
ララ
「SORCIERE」のセクサロイド。黒髪のツインテールの髪型をした少女の姿をしている。ある事件に巻き込まれたところ、潜入捜査を行っていた美波とアルマの2人に助けられたことから、彼女たちと親しくなる。アルマのことを気に入っており、彼女のことを「おねーさま」と呼ぶ。

## 設定・用語
アンドロイド
本作の世界では日本ではアンドロイドが急速に普及し、人々の生活を支えている。精巧に作られた外皮と装甲皮膜によって人間と同じ質感の身体を持ち、さらにAIと人工シナプスによって人間と同様に感情を持ち、思考することができる。アンドロイドの一種には、風俗店や水商売を活動の場とする「セクサロイド」がある。
アンドロイドには人間に被害をもたらさないように「ロボット三原則」（「人間を傷つけてはならない」「『命令（オーダー）』に服従する」「自分自身を守る」）がプログラミングされており、行動を制限されている。
反重力システム/AGS
反重力エネルギーを発生させ、物体を浮遊させるシステム。さらに大きな動力を生み出すこともでき、様々な技術に応用されている。後述するケイベリットを原料として作られる。
ケイベリット
AGSの原料となるレアメタル。隕石が地表に衝突した際、溶解した周囲の岩石と混じり合って凝固することで生成されるため、産出量は少なく常に高値で取引されている。ポリネシア諸島にある小国「アマーナ共和国」が、その原石の産出国としては世界一となっている。
入谷重工
アンドロイドを開発している重工業会社。
特殊交通課
美波とアルマが所属する架空の警察の部署。平時は一般の交通課と同様に交通の取り締まりを行っているが、武装が許可されていて有事の際には犯人を武力で制圧することも可能となっており、いわば交通課にSATの要素を取り入れた部署と言える。

## EX-ARM エクスアーム
『グランドジャンプ』2015年6号から連載中。『EX-VITA』のリメイク作品であり、美波とアルマの関係やアンドロイドが存在する世界設定は同作のそれに準じているが、時代設定は2030年へ変更されている。また、物語開始時点でその中心となるのは美波とアルマではなく、2014年に遭った交通事故がきっかけで2030年に未知の兵器「EX-ARM」No.00の核として目覚めた、脳だけの少年・夏目アキラである。